# Карчахбюр
Карчахбюр (вірм. Կարճաղբյուր) — село в марзі Гегаркунік, на сході Вірменії. Село розташвоане на березі озера Севан, на трасі Єреван — Севан — Мартуні — Варденіс, за 13 км на захід від міста Варденіс, за 26 км на схід від міста Мартуні, за 3 км на північний захід від села Лчаван, за 5 км на південний захід від села Цовак та за 6 км на північний схід від села Арцваніст.
Наразі поруч з селом проходять розкопки покинутого укріпленого поселення 1 століття до н. е., що відноситься до перського або елліністичного періоду.